# Macrothele yaginumai
Macrothele yaginumai és una espècie d'aranya de la família dels macrotèlids (Macrothelidae). Aquesta espècie és anomenada així en honor de Takeo Yaginuma.
És una espècie endèmica de les illes Yaeyama i Nansei del Japó. El mascle fa 13,0 mm i la femella 19,7 mm.